# Kommunalvalen i Sverige 1976
Kommunalvalen i Sverige 1976 genomfördes söndagen den 19 september 1976. Vid detta val valdes kommunfullmäktige för mandatperioden 1976–1979 i samtliga 277 kommuner. En kommun upphörde när Bara kommun uppgick i Svedala kommun.

## Valresultat
| Parti                | Parti                        | Röster            | Röster | Röster | Mandatfördelning | Mandatfördelning |
| Parti                | Parti                        | Antal             | %      | +− %   | Antal            | +−               |
| -------------------- | ---------------------------- | ----------------- | ------ | ------ | ---------------- | ---------------- |
|                      | Socialdemokraterna           | 2 386 836         | 43,0   | -0,2   | 5 757            | -29              |
|                      | Centerpartiet                | 1 227 479         | 22,1   | -1,6   | 3 478            | -131             |
|                      | Moderata samlingspartiet     | 837 352           | 15,1   | +1,2   | 1 732            | +133             |
|                      | Folkpartiet                  | 624 620           | 11,3   | +0,9   | 1 336            | +104             |
|                      | Vänsterpartiet kommunisterna | 272 790           | 4,9    | -0,2   | 523              | -26              |
|                      | Kristen demokratisk samling  | 108 557           | 2,0    | -0,1   | 237              | -13              |
|                      | Övriga partier               | 86 762            | 1,5    | —      | 184              | —                |
| Antal giltiga röster | Antal giltiga röster         | 5 544 396         | 100,0  |        | 13 247           | +11              |
| Ogiltiga röster      | Ogiltiga röster              | 19 895            |        |        |                  |                  |
| Totalt               | Totalt                       | 5 564 291 (90,4%) |        |        |                  |                  |

### Övriga partier
(Som fick mandat i flera kommuner)
- Frihetliga Kommunalfolket, 13 platser
- Miljöpartiet, 10 platser

### Kartor
| Majoritetsförhållanden i kommunfullmäktige | Majoritetsförhållanden i kommunfullmäktige |
| 1973 | 1976                                       |
| --- | ------------------------------------------ |
| |                                            |
| S+VPK i absolut majoritet S+VPK i relativ majoritet M+C+FP i absolut majoritet M+C+FP i relativ majoritet Jämnt mellan blocken Tredje parti i relativ majoritet |                                            |